# Lezhin Entertainment
Lezhin Entertainment és una empresa de Corea del Sud creada el 2013 que s'especialitza en el negoci editorial dels webcòmics manhwa per a adults. Gestiona la plataforma de lectura de còmics Lezhin Comics i publica en paper a Corea del Sud.
L'any de la seua creació va llençar Lezhin Comics, una plataforma de pagament de lectura de còmics. Tingué un èxit considerable en pocs anys (del 2013 tindre 80 milions de wons d'ingressos per venda a ingressar per venda el 2015 uns 31,8 milions de milions de wons). Des del 2013 va incloure obres d'origen no coreà al seu catàleg.
El 2014 reberen 4,25 milions de dòlars americans d'inversió de NC Soft i el 2015 uns 42,5 milions de dòlars americans del fons d'inversió IMM PE per a atreure artistes i expandir el mercat internacional.
El 2016 van rebre una inversió per part de l'empresa IMM d'uns 50 milions de milions de wons. El mateix any habilità el servei per als Estats Units després d'haver-lo habilitat amb èxit al Japó divuit mesos abans. El 2015 arribà als mercats japonesos i estatunidencs.
El 2017 participaren en la Expo Anime 2017 a Los Angeles, on van tindre èxit. Eixe mateix any es convertiren en l'empresa de pagament per subscripció per a la lectura de webtoons a Corea del Sud amb més ingressos.

## Lezhin Comics
Lezhin Comics és una plataforma de pagament de lectura de còmics que inicialment s'especialitzà en còmics per a adults i més tard ha variat els gèneres dels còmics continguts per a incloure altres com romàntics i de vida escolar. Els gèneres són: arts marcials. romàntiques (incloent LGTB), drames familiars, comèdia romàntica universitària, d'esports, misteri, fantasia i acció. Hi ha més de 2000 còmics i 470 artistes. Una part de l'èxit ve del contingut pensat per a audiències LGTB.
Els artistes que hi participen reben una part dels còmics que venen i romanen propietaris del seu contingut. El model de negoci de cara a l'usuari final és de semipagament: s'ofereixen episodis gratuïts i els addicionals són de pagament. El pagament es fa mitjançant monedes natives de Lezhin. Es fan promocions per a atraure als usuaris.
Per a trobar artistes llança concursos a nivell global, els quan ja tenen més de dos edicions.
Està disponible en forma de aplicació mòbil per a Android i iOS per als Estats Units, Corea del Sud i Japó.
Per a incorporar nous artistes realitza concursos.
Als seus inicis, el juny de 2013, tenia 40 còmics. El servei en anglès fou llançat al Nadal del 2015 amb 12 obres traduïdes a l'anglès.
El 2017 el còmic exclusiu Something About Us de Lee Yun-ji fou el més llegit de la plataforma.